# Bergfried

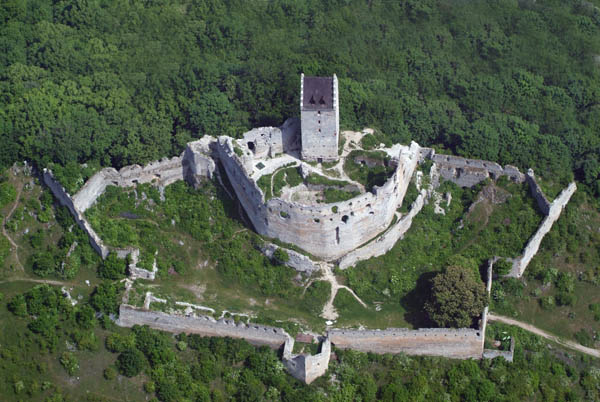
Castello di Topoľčany, Slovacchia. Tre linee di difesa sono perfettamente rappresentate: bastioni rinascimentali, fortificazione gotica centrale e un bergfried come ultimo rifugio.

Bergfried (plurale: bergfriede, in francese: tour-beffroi, in inglese: belfry, in spagnolo: torre del homenaje) è un'alta torre che si trova tipicamente nei castelli del Medioevo nei paesi di lingua tedesca e nei paesi sotto l'influenza tedesca. Friar la descrive come una "torre da combattimento indipendente". La sua funzione difensiva è in qualche misura simile a quella di un dongione (noto anche come donjon) in inglese o nei castelli francesi. Tuttavia, la differenza caratteristica tra un bergfried e una fortezza è che un bergfried non era tipicamente progettato per un'abitazione permanente.

## Panoramica

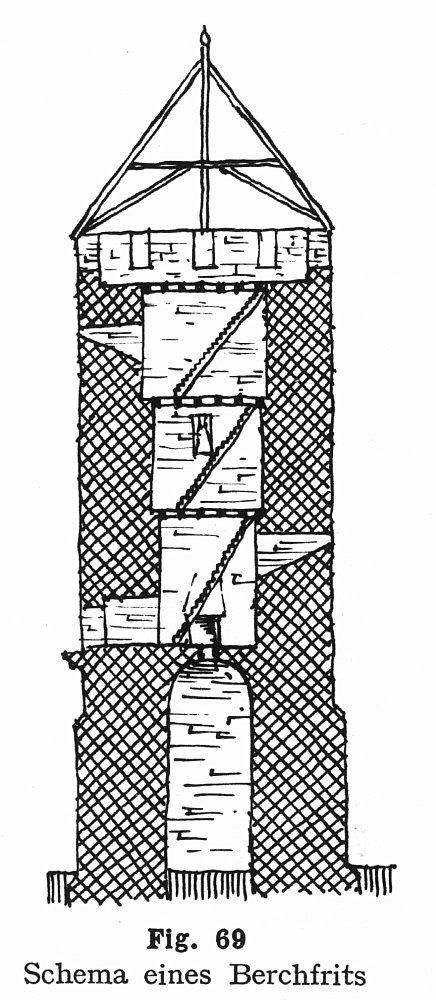
Sezione trasversale di un tipico bergfried, dal testo classico di Piper

Gli alloggi di un castello con un bergfried erano separati da questo, spesso in una torre inferiore o in un edificio adiacente chiamato palas (un mastio in stile inglese combina entrambe le funzioni di abitazione e difesa). Di conseguenza, un bergfried poteva essere costruito come un'alta torre snella con poco spazio all'interno, poche volte e poche o nessuna finestra. Il bergfried fungeva da torre d'avvistamento e da rifugio durante gli assedi (almeno se l'assedio era relativamente breve). La distinzione tra un bergfried e un mastio non è sempre netta, poiché c'erano migliaia di torri simili costruite con molte varianti. Ci sono alcune fortezze francesi con abitazioni austere, mentre alcuni bergfried tardivi in Germania erano destinati ad essere abitabili (Piper 1900). 
Per la massima protezione, il bergfried poteva essere posizionato da solo al centro del cortile interno del castello e completamente separato dal muro di cortina. In alternativa, poteva essere vicino o contro la facciata continua esterna sul lato più vulnerabile come difesa aggiuntiva o sporgere dalle mura. Ad esempio, il Marksburg ha il suo bergfried al centro e il castello di Katz nella direzione più probabile dell'attacco. Alcuni, come i castelli di Münzenberg e Plesse, hanno due bergfried. 
Al di fuori della Germania, i castelli crociati di Montfort e Khirbat Jiddin, costruiti dall'Ordine teutonico, avevano torri prominenti che alcuni autori hanno paragonato ai bergfried (Kennedy 2000, Folda 2005), sostenendo che questi castelli dipendevano più dalla Renania che dalle tradizioni crociate locali di architettura militare. 
Il castello di Eynsford nel Kent è un raro esempio inglese, dove il bergfried è l'elemento centrale di progetto.

## Etimologia
La parola bergfried, a volte resa perfrit, berchfrit o berfride e molte varianti simili nei documenti medievali, non si riferiva solo a una torre del castello, ma era usata per descrivere la maggior parte degli altri tipi di torre, come le torri d'assedio, i campanili (cf. suo affine o Belfried torre civica) o edifici di stoccaggio. La torre principale di un castello veniva spesso chiamata semplicemente "torre" (Turm) o "torre grande"  großer Turm). Nei documenti della Bassa Germania del tardo Medioevo, tuttavia, i termini berchfrit, berchvrede e varianti simili spesso apparivano in connessione con castelli più piccoli.
La ricerca tedesca sui castelli, durante il XIX secolo, ha introdotto bergfried o berchfrit come termine generale per una torre principale non residenziale, e questi termini si sono poi affermati nella letteratura.
L'origine etimologica della parola non è chiara. Ci sono teorie sul fatto che derivi dal medio alto tedesco o dal latino, o anche da una parola greca riportata dalle Crociate. Non può essere confermata una teoria che viene spesso affermata nei testi più antichi, secondo cui il bergfried ha preso il nome dalla frase "weil er den Frieden berge" ("perché mantiene la pace"), cioè ha garantito la sicurezza del castello.

## Sviluppo e forme

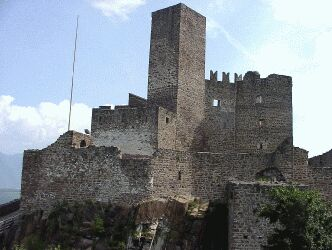
Il bergfried al centro del sito domina la sagoma di Castel d'Appiano in Alto Adige

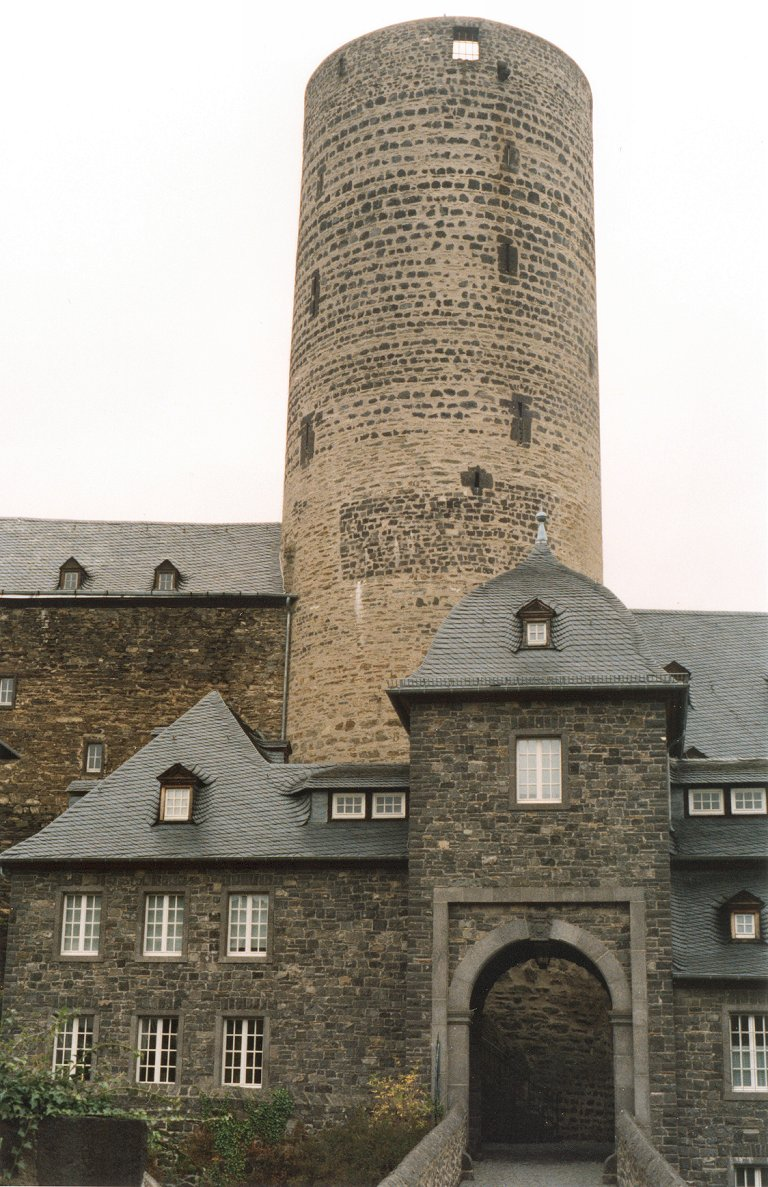
Il bergfried vicino al portone d'ingresso
del Genovevaburg, Mayen, Germania

Il bergfried si affermò come un nuovo tipo di edificio durante il XII secolo e dal 1180 circa al XIV secolo divenne sempre più una caratteristica dei castelli dell'Europa centrale. Numerosi esempi sono sopravvissuti da questo periodo quasi alla loro altezza originaria. Tuttavia, l'origine del progetto non è completamente compresa, poiché le torri risalenti a prima del XII secolo hanno dovuto essere quasi interamente scavate archeologicamente e rimangono solo le sezioni più basse. Anche singoli esemplari (come il bergfried del Castello di Habsburg) risalgono alla seconda metà dell'XI secolo. Il precursore del bergfried è la casa torre fortificata, che nell'Europa occidentale è chiamata mastio. 
Le torri residenziali erano comuni anche prima dell'avvento dei bergfried nei paesi di lingua tedesca; un precursore si trova, ad esempio, nella torre di legno del Motta castrale. I dongioni combinano le due funzioni contrastanti di una residenza signorile e confortevole e di una fortificazione. Il bergfried, invece, rinuncia alla funzione residenziale del mastio a favore dei suoi scopi difensivi. Allo stesso tempo, divennero popolari nuove forme di edificio residenziale non fortificato, i palas, ad esempio, furono incorporati nella costruzione del castello. L'emergere del bergfried è quindi chiaramente correlato alla differenziazione della vita e della fortificazione all'interno di un castello. NellEuropa occidentale, tuttavia, il mastio, con la sua combinazione di funzioni domestiche e difensive, continuò a essere predominante durante il corso del Medioevo. 
Spesso il bergfried formava la torre principale al centro del castello o si posizionava come torre muraria sulla via principale di attacco al castello (soprattutto nel caso dei castelli a sperone). Poteva essere una struttura isolata tra gli altri edifici del castello o essere unita per formare un complesso edilizio combinato. Tuttavia, tipicamente, il bergfried era un elemento autonomo che non era collegato internamente ad altri edifici e aveva un proprio accesso. Di norma si trattava di un cosiddetto ingresso sopraelevato, ovvero l'ingresso si trovava a livello di un piano superiore della torre e vi si accedeva tramite un proprio ponte o scala. 
I Bergfried molto spesso avevano una pianta quadrata o rotonda, ma si incontrano frequentemente anche torri pentagonali, mentre le torri ottagonali sono meno comuni. Ci sono anche alcuni esempi di bergfried con piante poligonali irregolari. Una forma rara è il bergfried triangolare del castello di Grenzau vicino a Höhr-Grenzhausen o quello del castello di Rauheneck vicino a Baden bei Wien. Le torri a pianta triangolare e pentagonale avevano invariabilmente un angolo rivolto verso la linea principale di attacco al castello. 
I bergfrieds avevano un'altezza media di 20-30 metri, anche se quelli del castello di Forchtenstein nel Burgenland, in Austria, e del castello di Freistadt raggiungono un'altezza di 50 metri. Rispetto al mastio, che occupava una superficie relativamente ampia a causa della sua elaborata disposizione interna con salotti, ingresso, cucina, ecc., il bergfried di solito aveva un'impronta molto più piccola, che, sebbene di altezza simile al mastio, gli dava l'aspetto più snello di una torre. Come edificio, il bergfried aveva un'enfasi verticale ancora più forte del mastio. 
La roccia locale veniva solitamente utilizzata come materiale da costruzione e veniva estratta nelle immediate vicinanze del sito del castello. Nelle aree in cui c'era poca roccia utilizzabile, venivano utilizzati mattoni o pietra di campo. La muratura era spesso eseguita con molta attenzione, accentuando i bordi con bugnato. Il bergfried poteva essere intonacato o lasciato con pietra a vista. Quest'ultimo era il caso, ad esempio, delle torri dell'epoca degli Hohenstaufen che erano interamente realizzate in bugnato. Il pozzo della torre (cioè la parte principale della torre tra la base e l'ultimo piano) di solito non aveva finestre o talvolta ne aveva pochissime; dove esistono spesso sono alcune strette fenditure verticali. 
L'enorme spessore delle pareti, al livello del seminterrato, in molti bergfried di solito diminuisce in modo significativo all'interno della torre a livello dei piani superiori. Sui ripiani murari risultanti sono stati posati soffitti in legno che servivano a tramezzare i vari livelli del solaio. Il piano più basso e il piano più alto erano spesso coperti da una volta in pietra. Occasionalmente, delle scale strette erano incorporate nella muratura per consentire a una sola persona di salire sulla torre. Più spesso, tuttavia, i piani erano collegati da scale in legno. Alcuni bergfried avevano uno spazio vitale limitato e ai piani superiori si potevano trovare anche piccoli camini. Queste stanze riscaldate erano solitamente utilizzate dalle sentinelle. 
Su molti bergfried non è possibile accertare con precisione il progetto originale della sommità della torre. Da un lato ciò è dovuto al fatto che le cime dei muri si sono rovinate e gli elementi lignei sono marciti, dall'altro perché ai bergfried, nei castelli che erano ancora abitati in tempi moderni, è stata spesso data una nuova sezione superiore (es. Castello di Stein, Castello di Rochsburg). Inoltre, alcune torri che potrebbero sembrare medievali a prima vista sono, in realtà, creazioni storiciste del XIX secolo (ad esempio il Wartburg del 1850) e alcune sono persino nozioni romanticizzate di architettura del castello medievale (Castello di Haut-Kœnigsbourg, 1909). Le corone delle torri del tardo medioevo (che spesso sono un rimodellamento delle cime originali delle torri) sono sopravvissute più spesso, o talvolta possono essere ricostruite sulla base di disegni (specialmente del XVI e XVII secolo). 
La terrazza o piattaforma di combattimento di un bergfried era originariamente spesso circondata da merlature. Di tanto in tanto queste merlature sono sopravvissute nel loro stato originale, specialmente dove erano protette da un tetto o da altre sovrastrutture (castello di Wellheim). La piattaforma di combattimento poteva essere aperta o coperta da un tetto o da una guglia. A seconda della pianta della torre, quest'ultima aveva spesso un tetto a tenda o conico. Il tetto era costituito da una capriata in legno ricoperta con tegole o ardesia o, in alternativa, era di pietra solida. Spesso copriva l'intera piattaforma di combattimento, in modo che il tetto poggiasse sui bastioni. In altri casi era arretrato, creando una passerella aperta tra tetto e merli (es. Rudelsburg e Osterburg). Nelle piattaforme di combattimento coperte c'erano aperture per finestre situate in modo simile ai merli che offrivano una vista panoramica dell'area circostante e consentivano l'uso di armi a lunga gittata (Castello di Idstein, Castello di Sayn). Alcune sporgenze sopravvissute o fori di travi sui bergfried indicano, in alcuni casi, che erano state utilizzate sovrastrutture in legno. Nel tardo Medioevo, i tetti delle torri erano spesso abbelliti con garitte di vedetta e altre strutture simili. 
Armi balistiche o catapulte più grandi venivano posizionate solo raramente sulle piattaforme di combattimento. 
Grandi castelli (es. il Castello di Münzenberg) e Ganerbenburg (castelli di proprietà di più di una famiglia contemporaneamente) a volte avevano più bergfried per motivi di status o di sicurezza. Composto da un cortile interno e due cortili esterni, il grande castello di Neuchâtel, la residenza dei langravi di Turingia a Freyburg in Germania, aveva un bergfried in ogni parte del castello (cortile interno e cortile esterno primo e secondo), ovvero un totale di tre bergfried. L'insolitamente grande castello imperiale reale di Kyffhausen nel Kyffhäuser consisteva in un cortile superiore, un cortile centrale e un cortile inferiore. Nella parte superiore e mediana, i due bergfried conosciuti sono sopravvissuti almeno in resti. I castelli più piccoli a volte avevano anche due bergfried: il castello di Kohren a Kohren-Sahlis o il famoso castello di Saaleck a Bad Kösen, per esempio. 

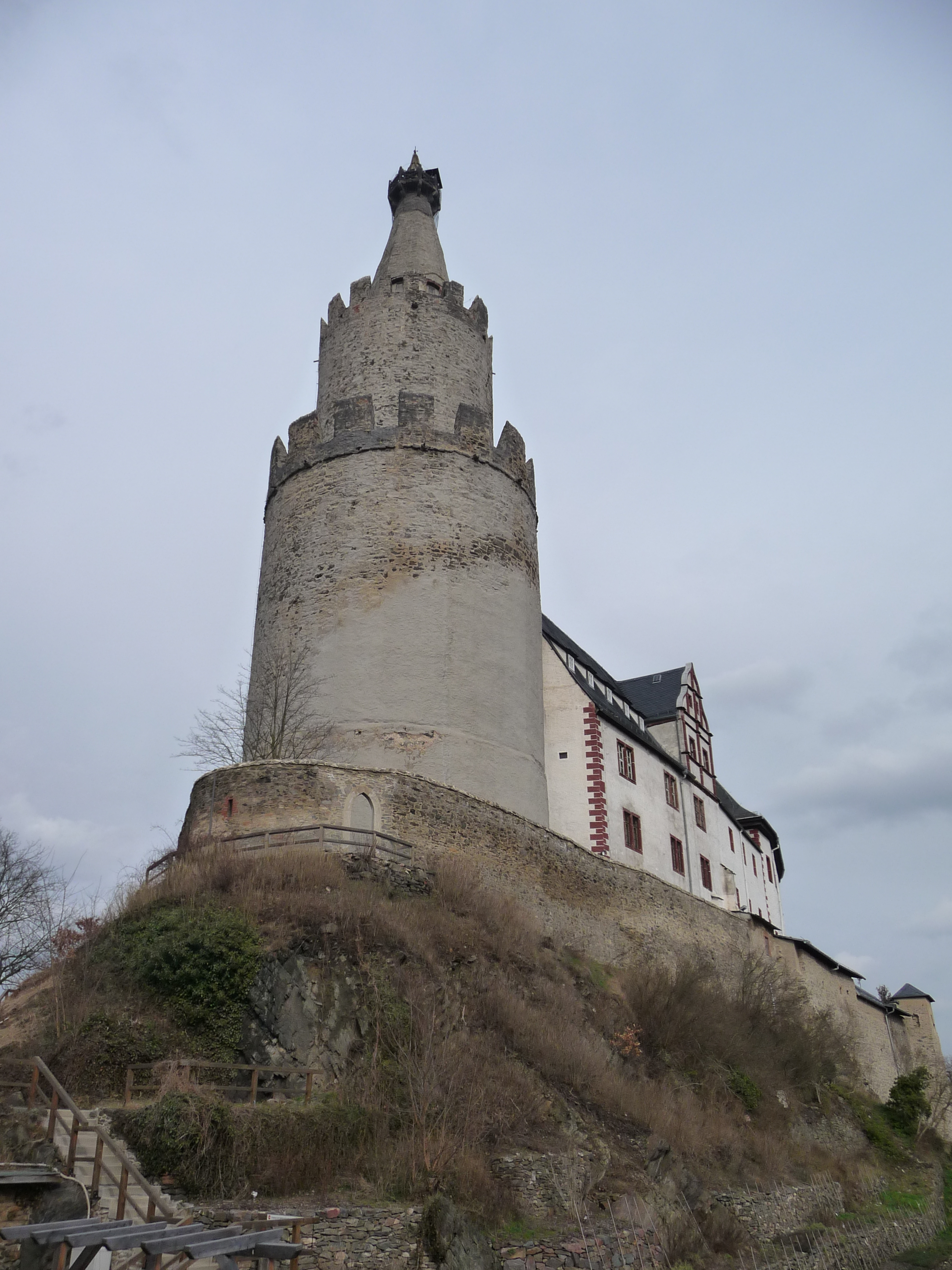
Bergfried alto 54 metri nell'Osterburg in Turingia.
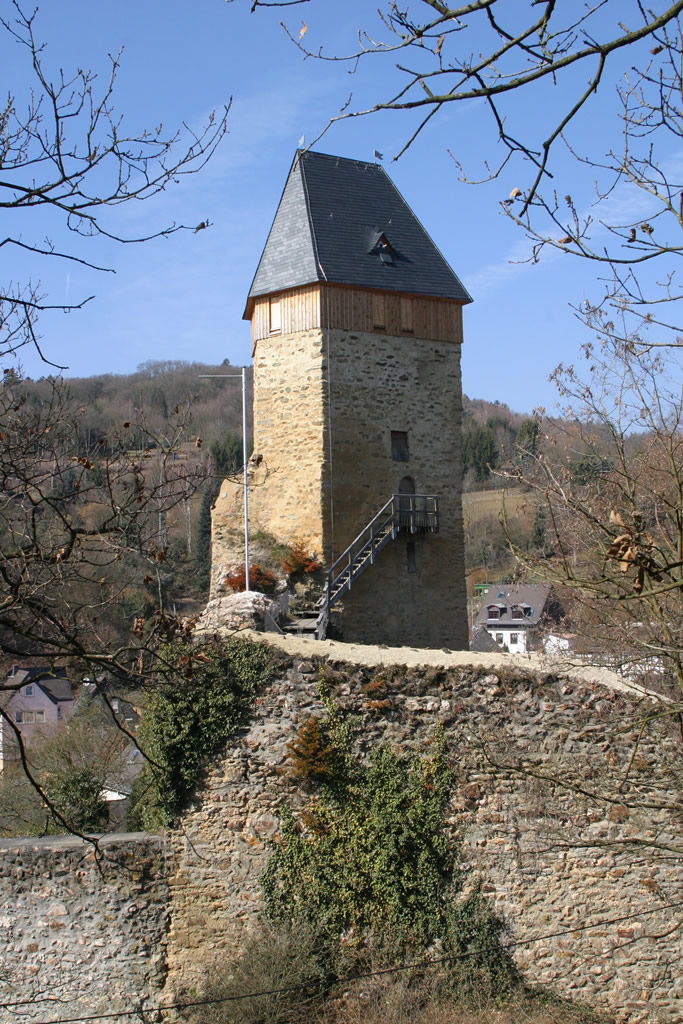
Bergfried pentagonale del castello di Frauenstein vicino a Wiesbaden, Germania. Sono stati ricostruiti il tetto e la scala di accesso sopraelevata.
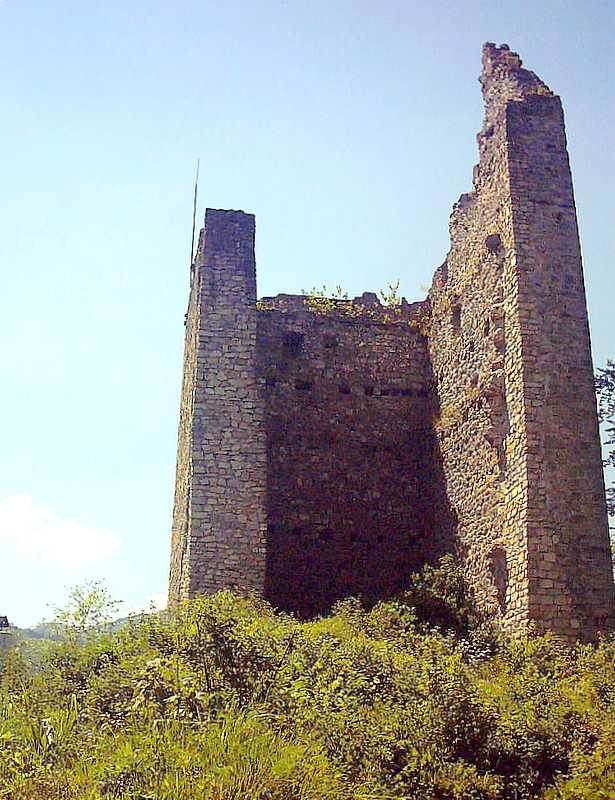
Bergfried di un castello del vescovado di Kempten: la torre principale residenziale in due parti del castello di Vilsegg, Tirolo, Austria. I fori delle travi mostrano dove si trovavano i pavimenti precedenti
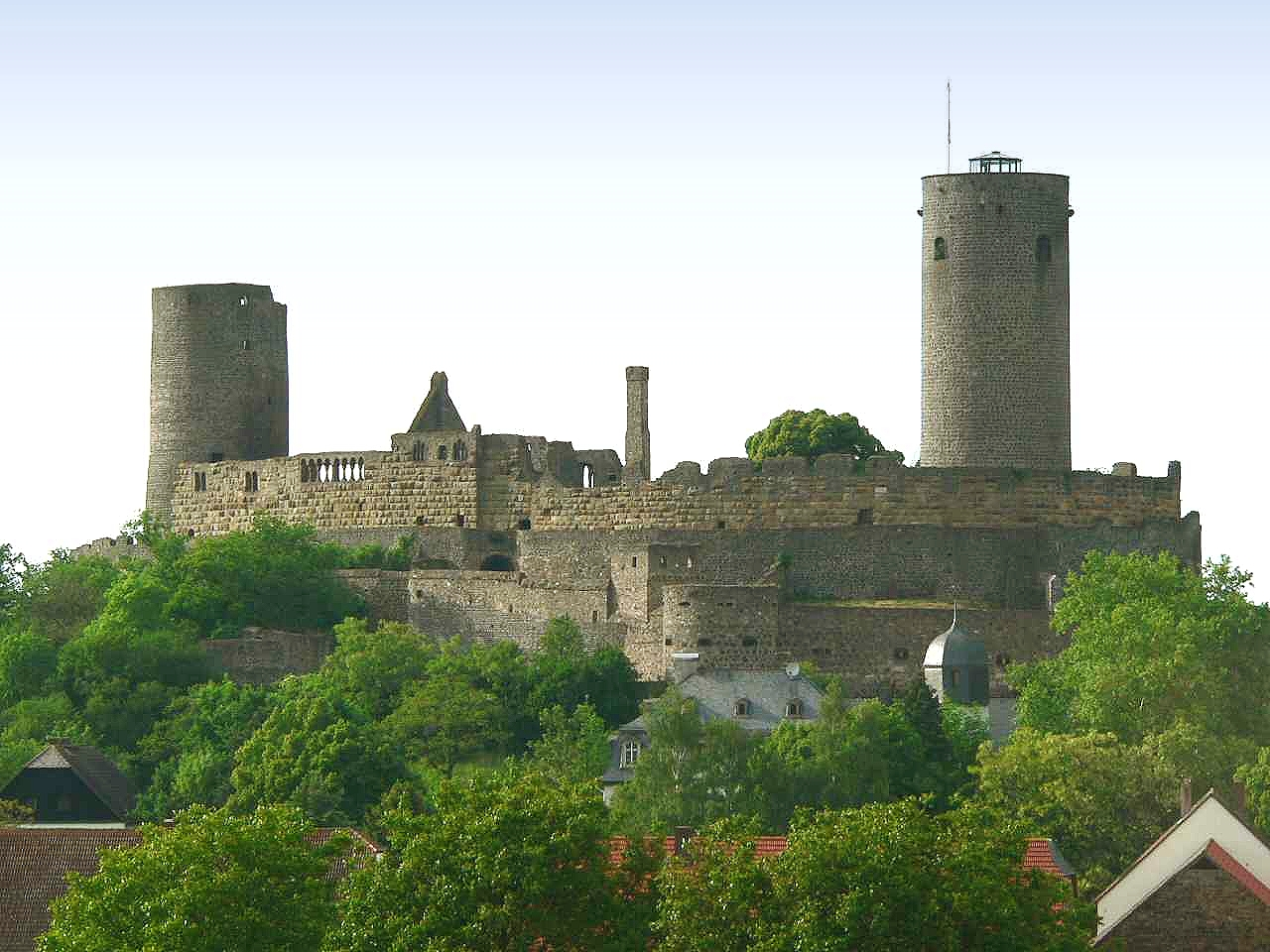
Un grande castello con 2 bergfried: il castello dell'Assia di Münzenberg, Germania centrale
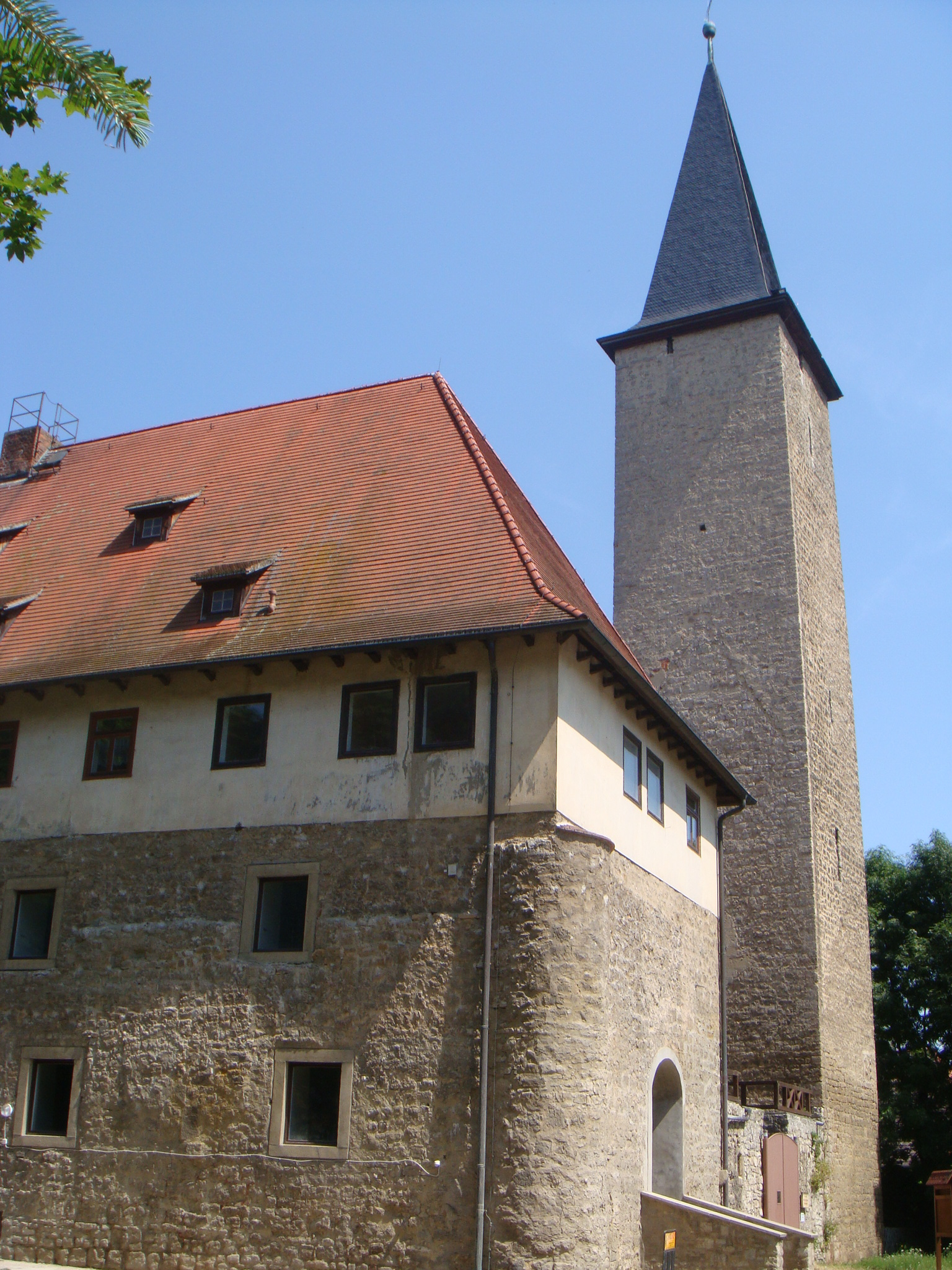
Castello a Niederroßla con il bergfried più alto della Germania: 57 metri
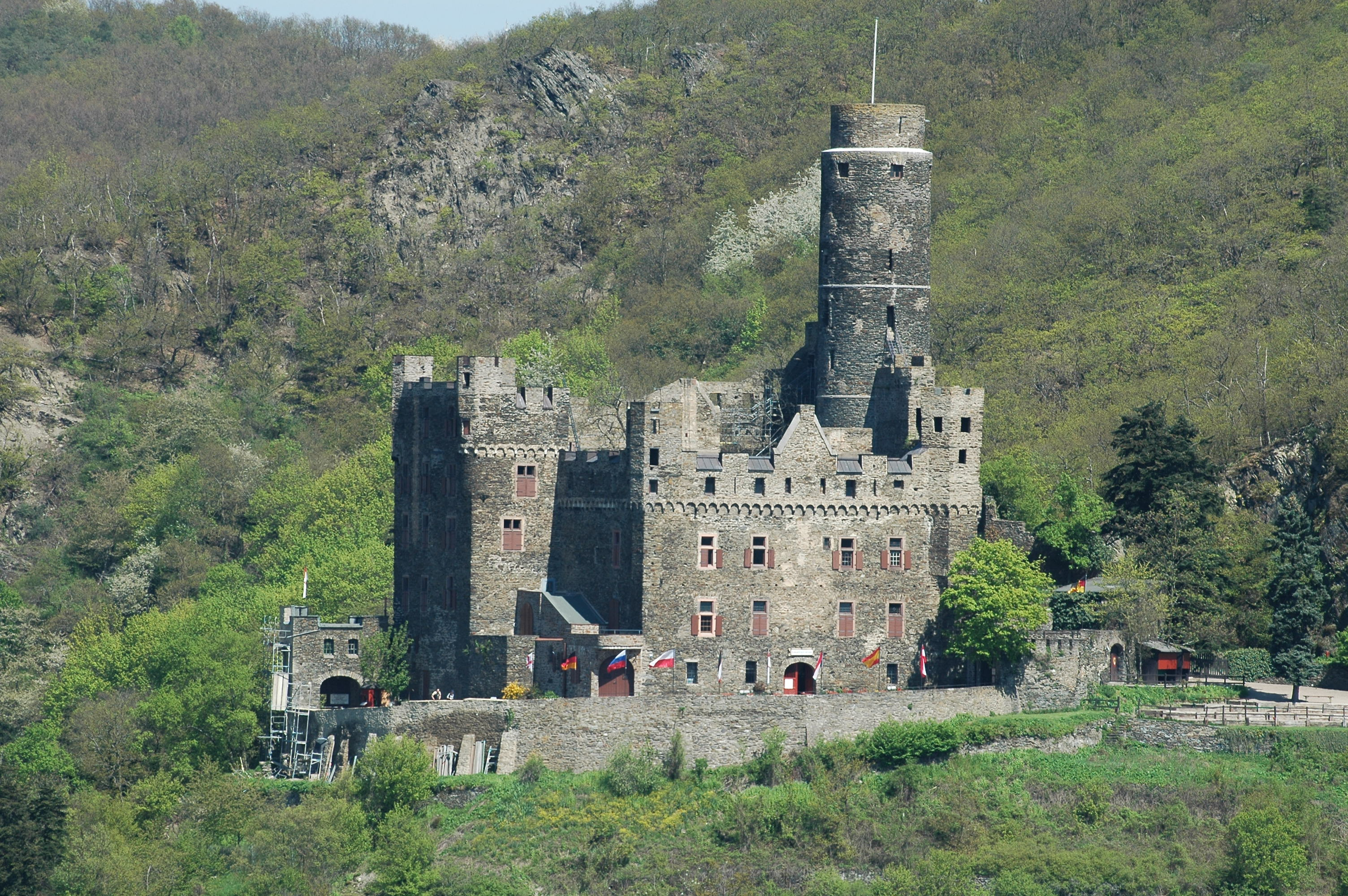
Castello Maus con il suo bergfried rotondo
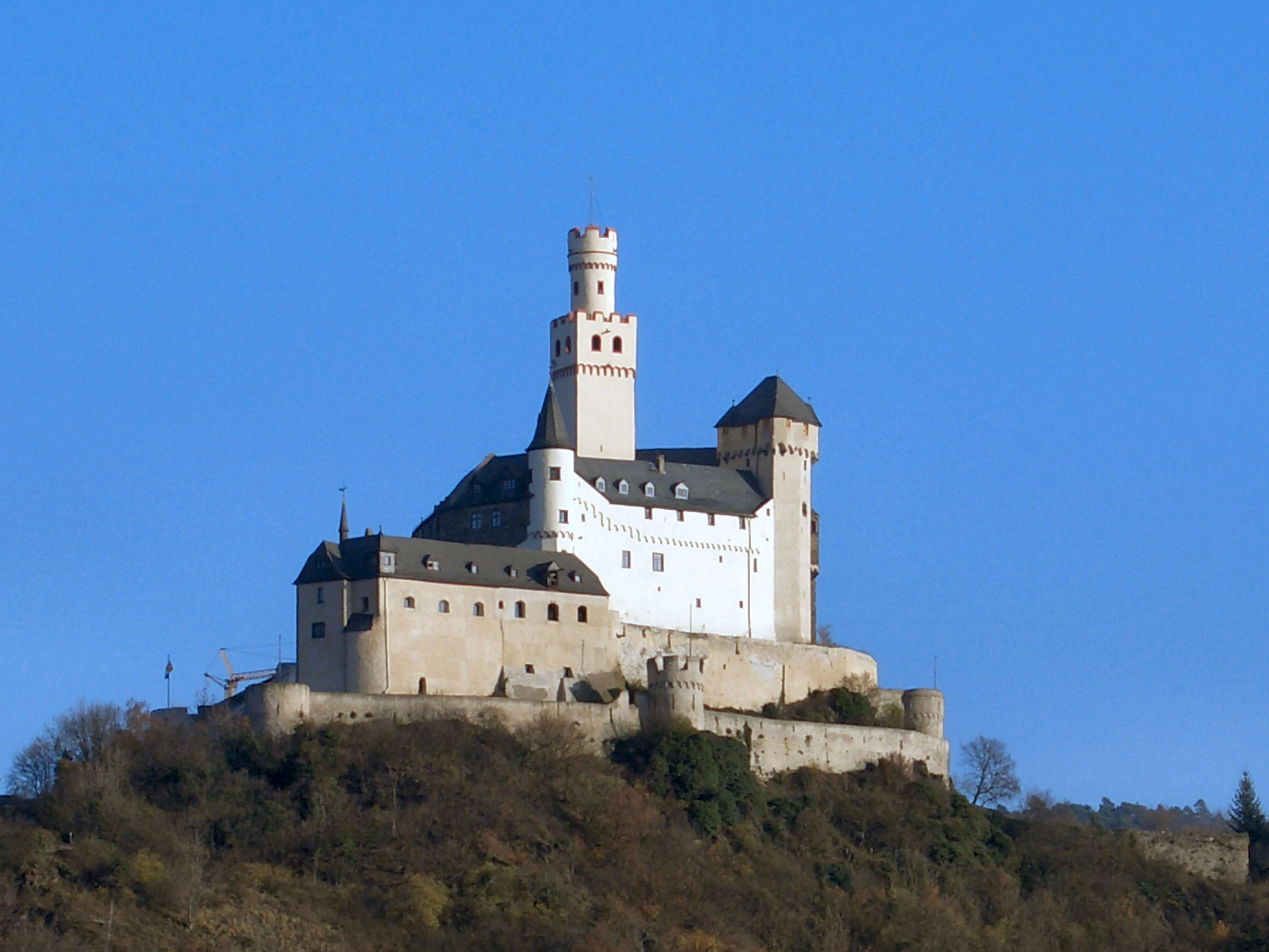
Marksburg: il bergfried ha una base quadrata sormontata da una sezione tonda

### Bergfried ottagonali
Una forma rara è il bergfried ottagonale. Il primo è apparso in alcuni castelli dell'era Hohenstaufen nel Baden-Württemberg, nella regione dell'Alsazia e nella Bassa Italia. Il più noto è il bergfried del castello di Steinsberg. La torre di Federico II a Enna ha un bergfried ottagonale con una cinta muraria ottagonale simmetrica. Il bergfried ottagonale del castello di Gräfenstein può essere considerato un caso speciale in cui lo zoccolo sul lato rivolto verso la linea di attacco è stato allungato a formare un triangolo, rendendo la torre eptagonale. 
Nel periodo post-Hohenstaufen, i bergfried ottagonali apparvero nei castelli gotici in mattoni. La forma ottagonale è adottata a causa della costruzione in mattoni, perché le forme angolari sono preferite a quelle rotonde. Una variante è la torre ottagonale su plinto quadrato. Basata sui castelli dell'Ordine Teutonico, questo tipo di torre è comune anche nella Polonia centrale (ad esempio Brodnica, Człuchów, Lidzbark Warmiński). Occasionalmente i castelli dell'Ordine Teutonico avevano torri simili che non venivano eseguite in mattoni (ad esempio Paide).

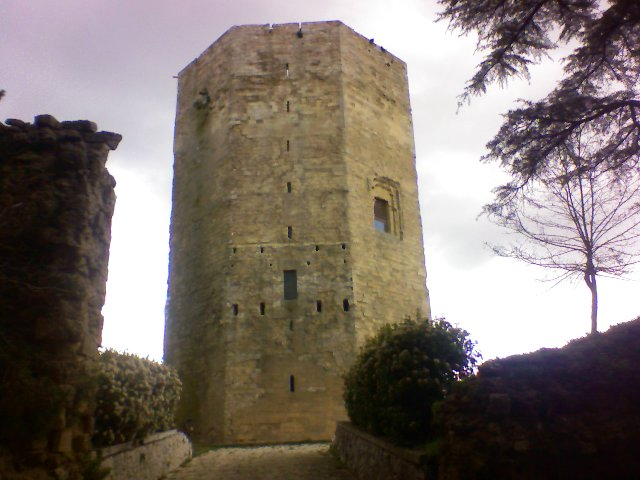
La torre di Federico II a Enna.
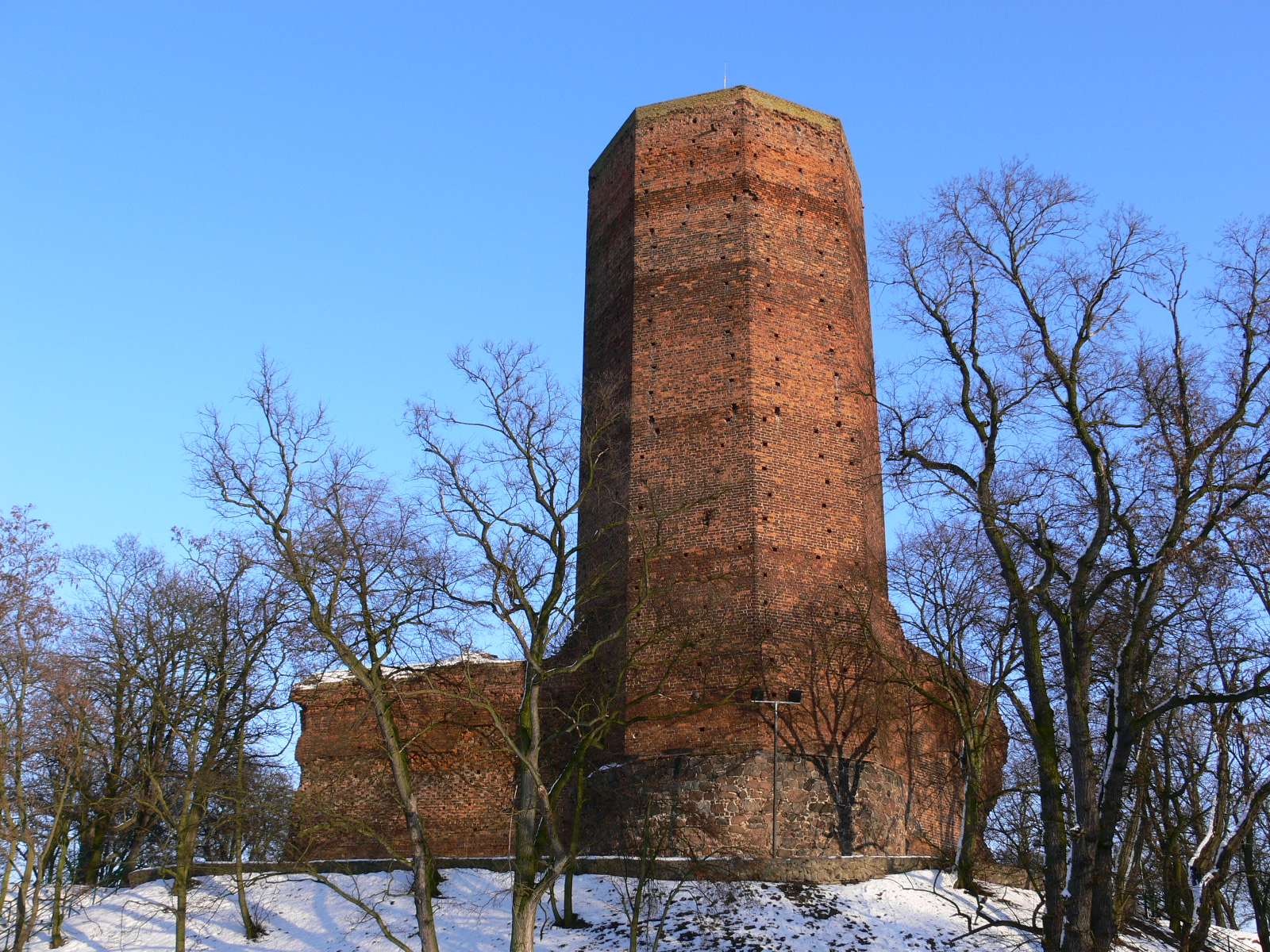
Castello di Kruszwica in Polonia.

## Funzioni
Il bergfried era un edificio multifunzionale che poteva avere diverse funzioni difensive, ma che aveva anche valore di status. Nell'ultimo decennio del XX secolo si è discusso, nel campo della ricerca sui castelli, se le funzioni del bergfried potessero essere brevemente definite come "fortificazione o (più probabilmente) uno status symbol". Ciò, tuttavia, non ha ottenuto l'accettazione universale. 

### Difesa
Con la sua enorme massa muraria - il basamento in alcuni casi era anche solido - la torre offriva una protezione passiva per le aree del castello alle sue spalle. Per questo motivo, in molti castelli il bergfried si trovava sulla principale via di attacco, spesso incastonato nel muro difensivo anteriore. Pertanto, il bergfried era in grado di svolgere una funzione simile al muro difensivo. Questo era particolarmente il caso dei castelli in cui il muro difensivo e il bergfried erano interconnessi per formare una singola unità strutturale (ad es. Castello di Liebenzell nella Foresta Nera). I cosiddetti "doppi bergfried" come quello del Greifenstein in Assia e del castello di Rochlitz in Sassonia rappresentano in un certo senso una tappa intermedia tra un bergfried e un muro difensivo. Le due torri ravvicinate erano collegate da una sezione stretta di muro difensivo. 
Che i bergfried a pianta pentagonale o triangolare erano per lo più allineati con un angolo rivolto verso la linea di attacco principale, era anche associato alla funzione di scudo: i proiettili di pietra scagliati dalle catapulte venivano deviati lateralmente dall'angolo di impatto obliquo. In alcuni casi, tali "cunei di deflessione" (Prallkeile) furono aggiunti in seguito e si possono persino trovare su torri con una pianta altrimenti circolare (ad esempio il castello di Zvíkov in Boemia e il castello di Forchtenstein in Austria). Un bergfried quadrato allestito in un angolo poteva servire anche a questo scopo. In altri casi, la pianta ad angolo acuto era, tuttavia, semplicemente dovuta alla forma naturale del substrato roccioso

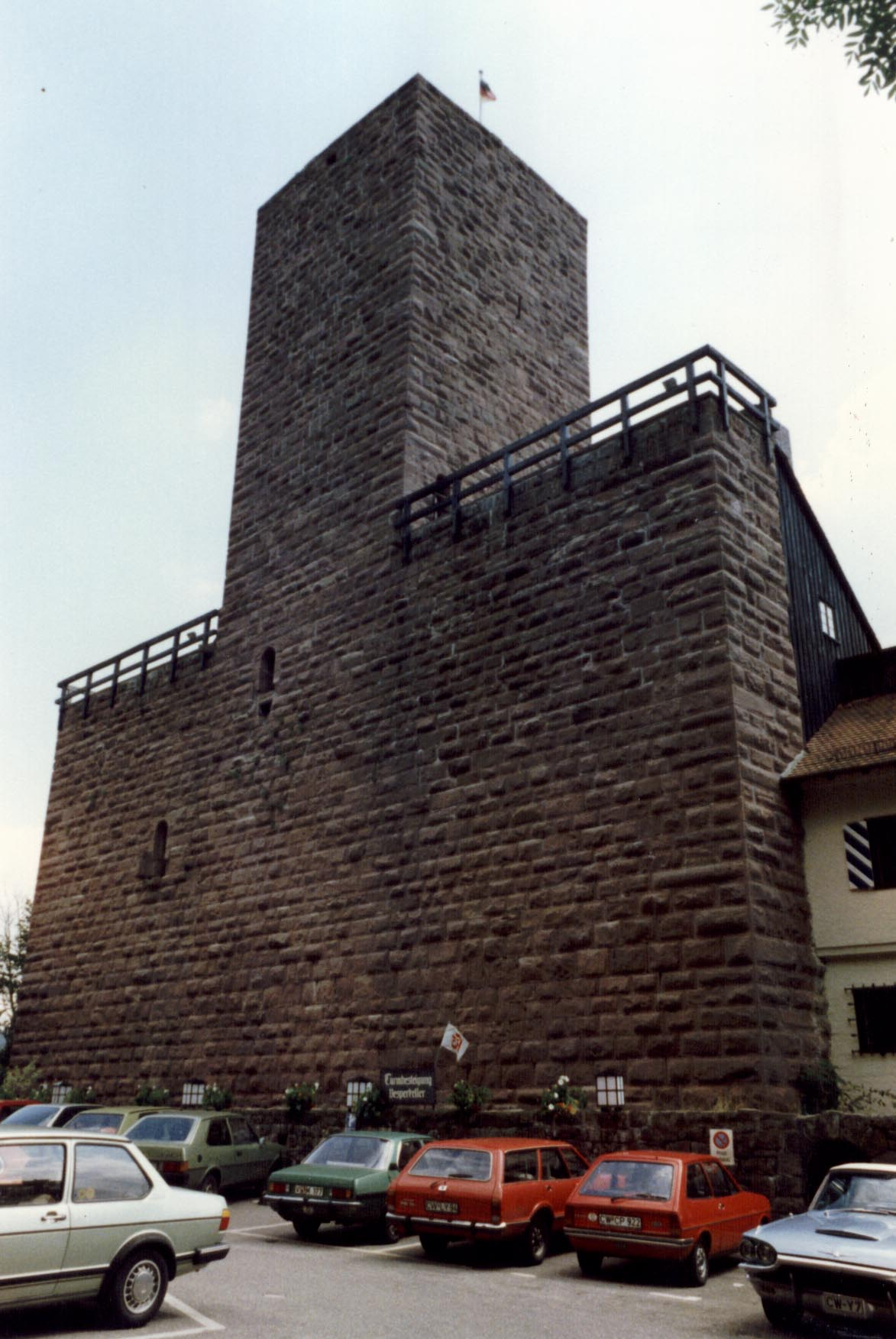
Combinazione di muro difensivo e bergfried al Castello di Liebenzell, Germania meridionale.
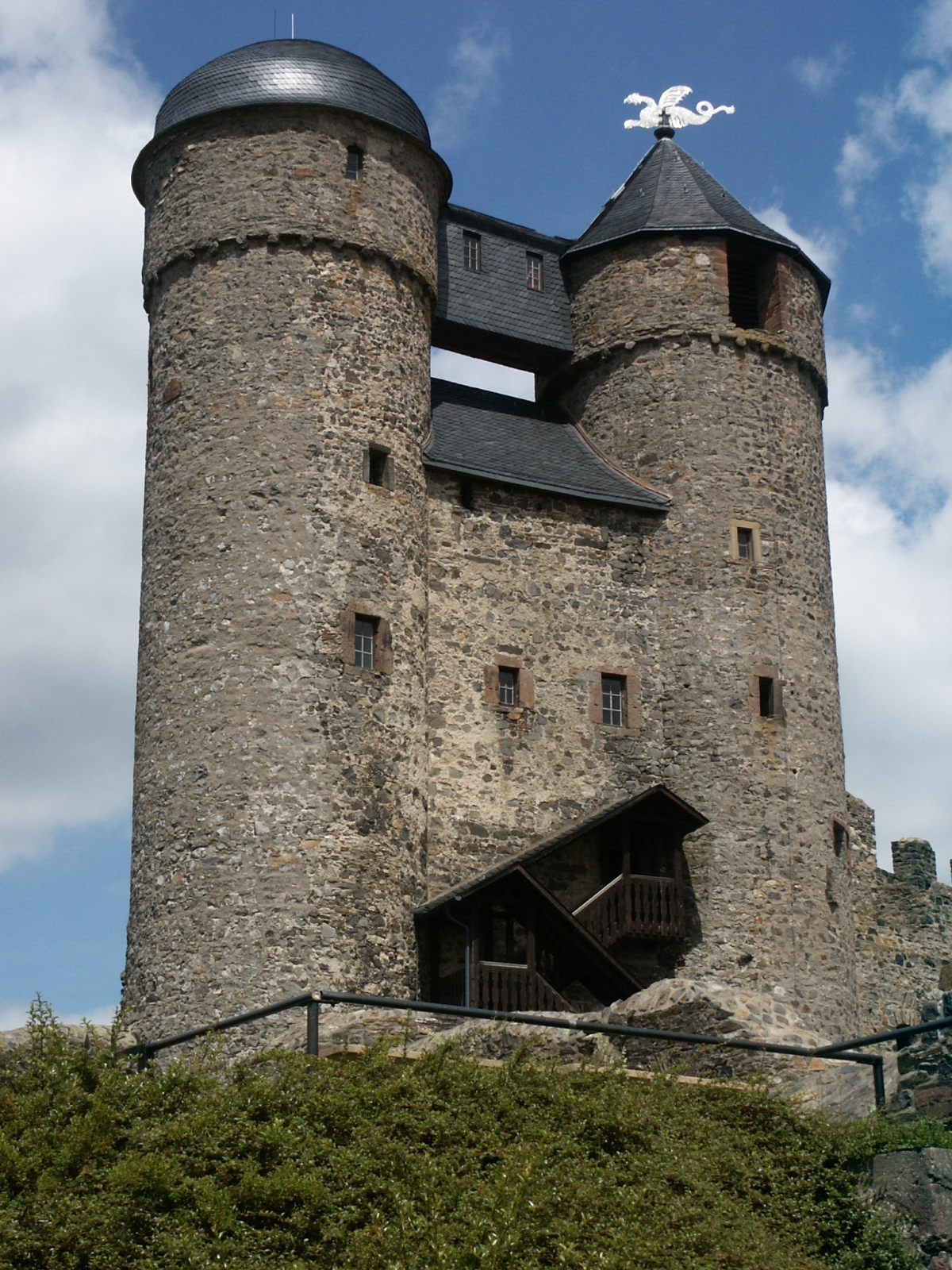
Doppia torre del castello Greifenstein, Assia, Germania
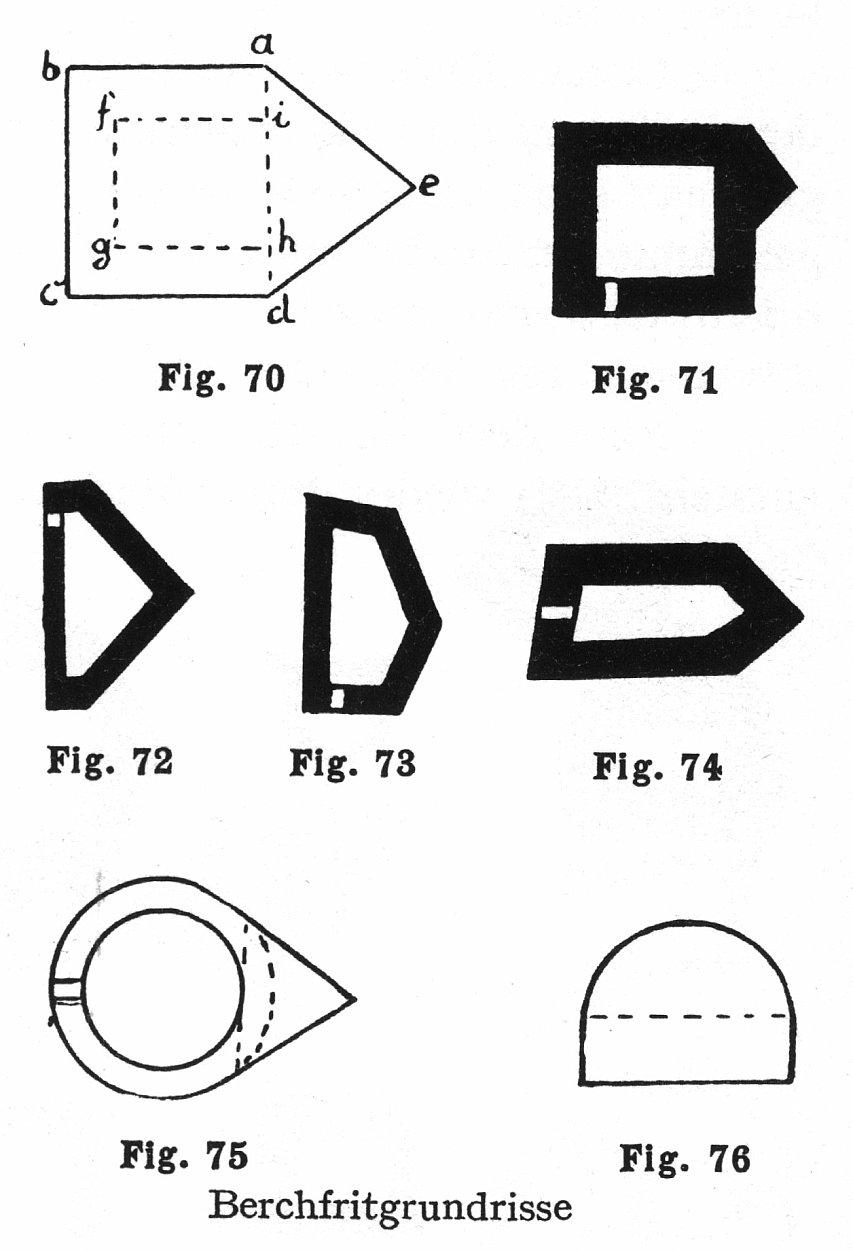
Disegni di vari bergfried con "cunei di deflessione"

### Osservazione
Poiché il bergfried era l'edificio più alto del castello, di solito fungeva da torre d'avvistamento o torre di osservazione. Dall'ultimo piano o dalla piattaforma di combattimento si potevano osservare il primo piano e l'area circostante il castello. La sentinella (Türmer) poteva dare il preavviso di un nemico in avvicinamento, dando l'allarme. Durante gli assedi il posto di osservazione rialzato era importante per osservare il primo piano. Un esempio particolarmente ben conservato è l'Osterburg a Weida: sotto la guglia in muratura del bergfried si trova la residenza di un guardiano e appena sotto una piccola piattaforma di osservazione in pietra originale per le sentinelle ad un'altezza di quasi 58 metri dal suolo. 

### Piattaforma di combattimento rialzata
Un nemico che attaccava un castello di sperone o un castello in collina poteva spesso posizionarsi sopra il castello stesso. L'altezza del bergfried poteva almeno, in alcuni casi, compensare ciò. Dalla piattaforma di combattimento sopraelevata il fianco della collina poteva essere controllato meglio che dalle posizioni di combattimento più in basso. Il bergfried di solito serviva anche generalmente come torre fortificata. Esempi di bergfried molto alti erano o sono quelli del castello di Rheinfels (54 m) e dell'Osterburg (53 m). Ulteriori cammini di ronda (passaggi pedonali dietro i bastioni) potevano essere costruiti sui piani inferiori di una torre (es Castello di Bischofstein sulla Mosella). 

### Roccaforte e prigione
La solida costruzione e l'ingresso sopraelevato inaccessibile del bergfried ne fecero un deposito relativamente sicuro all'interno del castello. Qui potevano essere conservati gli oggetti di valore, in modo che la torre assumesse il ruolo di roccaforte.
Almeno all'inizio del periodo moderno, i bergfried venivano usati come luoghi di custodia per i prigionieri in gran parte a prova di fuga. In particolare, le cantine a pozzo alla base della torre erano spesso utilizzate come una forma di prigione sotterranea chiamata oubliette, accessibile solo attraverso una stretta apertura nel soffitto. Tuttavia, questa forma di cantina non era necessariamente destinata a tale uso, ma era il risultato della progettazione ingegneristica complessiva del bergfried. Gli spessi muri utilizzati nella base lasciavano solo uno stretto spazio interno, alto circa 4-8 metri, che di solito era coperto da una volta stabilizzatrice ed era accessibile solo attraverso un portello al suo apice. Questo progetto era anche il risultato del fatto che l'ingresso sopraelevato alla torre si trovava su un piano superiore. L'accesso all'oubliette attraverso il foro (un angstloch o "buco della paura") era quasi sempre per mezzo di una scala o di un argano a fune. I gradini nel muro, come quelli trovati nel vecchio bergfried del castello di Langenau, sono una rara eccezione. 
La cantina alla base della torre veniva utilizzata in diversi modi. In alcuni casi veniva usata come magazzino o riserva di provviste, quindi a volte venivano conservate pile di pietre rotonde da usare come proiettili durante un assedio. In alcuni casi veniva utilizzata come cisterna, ma spesso il locale rimaneva inutilizzato. Secondo ipotesi generale nella letteratura più antica, e spesso anche nel turismo, la considerazione che lo spazio della cantina fosse usato come prigione è quindi fuorviante. 
La maggior parte dei rapporti sull'incarcerazione di prigionieri nel seminterrato di un bergfried risalgono al tardo Medioevo e all'inizio del periodo moderno; fino a che punto questo fosse comune prima di allora, non è certo. Spesso si tratta probabilmente di un cambio di destinazione successivo, come è avvenuto in molte torri murarie e sono noti anche interi complessi castellani, come la Bastiglia. Quando i prigionieri venivano incarcerati negli scantinati spesso claustrofobici, scarsamente ventilati e scarsamente illuminati o addirittura completamente bui, non si trattava solo di prigionia, ma di punizione corporale, un grave maltrattamento psicologico e fisico dei prigionieri.

### Status symbol

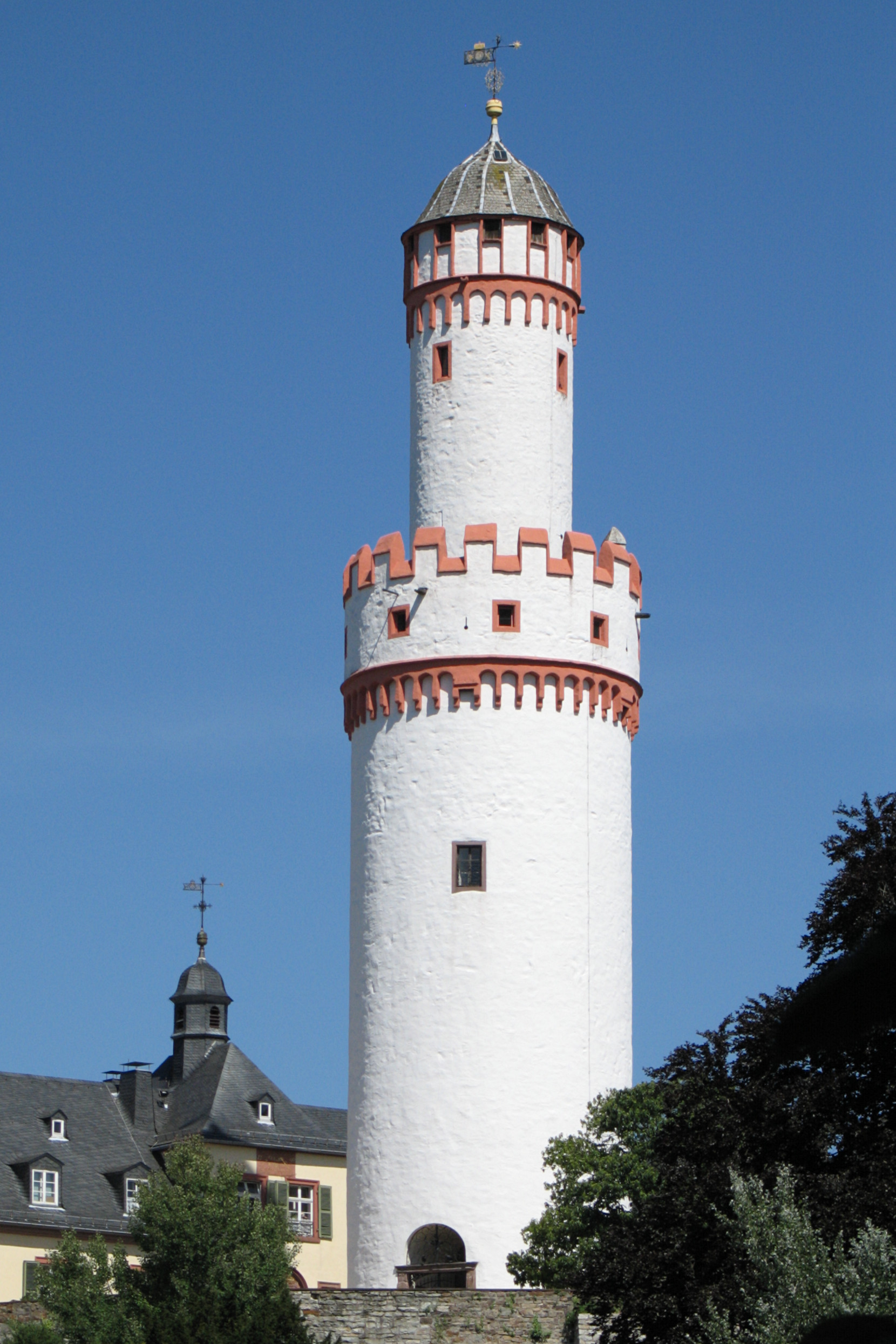
La "Torre Bianca" alta 48 metri del Palazzo Bad Homburg è stata conservata anche quando il castello è stato successivamente trasformato in uno schloss.

Proprio come le antiche case torri della nobiltà e altri tipi di torri, il bergfried assunse una significativa funzione rappresentativa. Alcuni ricercatori del castello sottolineano il suo ruolo di status symbol, sebbene non sia possibile dimostrare da fonti medievali che il simbolismo fosse effettivamente inteso o effettivamente percepito da coloro che vivevano in quel momento. Il simbolismo di una torre ha molti significati, non tutti positivi, ad esempio, la Torre di Babele rappresentava l'orgoglio e l'autoindulgenza dell'uomo. Poiché, sin dal Medioevo, i governanti secolari e soprattutto il cavaliere (che si considerava una 'milizia cristiana') avevano spesso una fede cristiana, i ricercatori hanno suggerito che il bergfried potesse avere una connotazione cristiana come simbolo di Maria. Maria viene invocata , nelle Litanie della Beata Vergine Maria, come "torre d'avorio  e "Torre di Davide". Ma nel caso delle torri del castello, questo simbolismo non è stato sufficientemente stabilito dalle fonti. 
Nelle descrizioni contemporanee di un castello, la torre principale è spesso citata come la prima; come abbreviazione pittorica o scorciatoia visiva è spesso vista su stemmi e sigilli, dove simboleggia il castello nel suo insieme. Il bergfried nel suo simbolismo è forse paragonabile alle torri familiari medievali in alcune città dell'Italia settentrionale e della Germania, le cui altezze a volte bizzarre non possono essere spiegate in termini militari. Inoltre, ad esempio, a Ratisbona non c'erano conflitti armati tra le famiglie patrizie urbane, così che qui la funzione di status era dominante sin dall'inizio. Un possibile esempio dell'uso di queste torri come status symbol, sono le cosiddette "torri di zangola" per cui una piccola torre o torretta veniva costruita in cima alla torre originale, senza alcun beneficio militare aggiuntivo, ma aumentando la sua altezza per una migliore osservazione. 
Durante il passaggio dal tardo Medioevo ai tempi moderni quando, a seguito dello sviluppo delle armi da fuoco, si verificò una rivoluzione nella tecnologia militare, il bergfried perse gradualmente la sua funzione militare, poiché tutti gli edifici alti erano particolarmente vulnerabili al fuoco dei cannoni e agli esplosivi. In risposta a questi sviluppi, i castelli furono convertiti in fortezze di un nuovo tipo, i bergfried furono spesso demoliti o smantellati, come ad esempio alla Fortezza di Coburgo o Wildenstein. 
Il bergfried è sopravvissuto fino ai tempi moderni, tuttavia, in alcuni castelli, dove la funzione difensiva fu sempre più abbandonata e il castello fu invece trasformato in una dimora signorile o palazzo, tipicamente chiamato castello. Spesso, il bergfried qui è l'unico elemento in gran parte mantenuto nella sua forma originale dal vecchio castello medievale, che a sua volta può essere considerato come una prova del suo ruolo di simbolo (ora tradizionale) del potere. Gli esempi includono il palazzo di Bad Homburg (dove il bergfried è noto come la Torre Bianca) o il Castello di Wildeck (dove la torre è conosciuta come Dicker Heinrich - "Grasso Enrico") a Zschopau. Nel castello di Johannisburg ad Aschaffenburg, l'ultimo grande palazzo rinascimentale costruito prima dello scoppio della guerra dei trent'anni, il castello gotico precedente fu integrato nella struttura altrimenti molto regolare, sebbene rompesse la simmetria in modo evidente. 
Durante la costruzione di castelli di epoca rinascimentale (e in misura minore anche barocca) le torri ricoprirono un ruolo importante come elementi di una dimora signorile, anche se ormai per lo più non avevano alcuna funzione difensiva (Castello di Moritzburg, Castello di Meßkirch). 

### Rifugio
Ricerche più recenti sul castello, in particolare il gruppo intorno all'archeologo medievale bavarese Joachim Zeune, hanno messo in dubbio la funzione del bergfried come rifugio in caso di assedio. Suggeriscono che una ritirata nella torre fosse "una morte a tappe" ma era molto utile se ci si aspettava un esercito di soccorso. A sostegno di questa tesi, viene citata la generale mancanza di scoperte e tradizioni appropriate. Anche l'ingresso sopraelevato viene suggerito come più importante dal punto di vista simbolico e psicologico. 
I critici rifiutano questa teoria (che è emersa come parte della più ampia teoria del "simbolo del potere" di Zeune) in quanto ha un completo disprezzo per l'ordine feudale alto medievale e del suo sistema di fedeltà. Trasferirebbe semplicemente la metodologia di Günther Bandmann all'architettura secolare.
Molti castelli erano proprietà feudali di un potente feudatario o Principe vescovo. I territori principeschi a quel tempo erano protetti da una fitta rete di fortificazioni di piccole e medie dimensioni, a cui si aggiungevano i possedimenti fortificati dei sub-vassalli. Da questo punto di vista, in caso di attacco i difensori potevano fare affidamento interamente sull'appoggio dei loro signori cavalieri subordinati o alleati. Al contrario, il sovrano avrebbe ovviamente fatto affidamento sul sostegno dei suoi vassalli in tempo di battaglia. 
Gli scantinati dei bergfried erano spesso interrati per diversi metri. L'indebolimento non era quindi una grande minaccia. Anche l'incendio doloso era molto difficile a causa della loro costruzione in pietra e le poche aperture di luce potevano essere chiuse rapidamente per evitare di essere incendiate. Lo storico conservatore vede quindi il bergfried come un mezzo di difesa passiva, come un rifugio per alcuni giorni fino all'arrivo dei soccorsi. Per questo motivo in questi edifici si trovano pochissime strutture per la difesa attiva. L'obiettivo principale era impedire a un aggressore di entrare. Assaltare una torre del genere in pochi giorni era quasi impossibile. Grazie alla loro solida costruzione molti bergfried sono sfuggiti persino ai successivi tentativi di demolizione da parte della popolazione rurale circostante, che voleva portare via i materiali da costruzione dai castelli abbandonati e riutilizzarli. 
Un attacco a un sito così fortificato all'interno di un sistema feudale attivo era quasi senza speranza. Era molto meno rischioso semplicemente saccheggiare le fattorie e i mulini del nemico. In effetti, un gran numero di castelli dell'Europa centrale non furono mai attaccati seriamente durante il Medioevo. Di conseguenza, non ci sono molte prove di una ritirata in un bergfried; l'edificio aveva già svolto la sua funzione deterrente. 
Valeva la pena di intraprendere un assedio solo se l'aggressore si era assicurato in precedenza di avere l'autorità legale e aveva chiesto il permesso al sovrano dello stato o addirittura all'Imperatore. Ciò era possibile solo in presenza di violazioni della legge, effettive o inventate, come rapina in strada, falsificazione o omicidio. Le mani di coloro che avevano giurato fedeltà al sovrano erano quindi legate; per motivi legali non potevano venire in aiuto del signore attaccato. In questi casi, rifugiarsi definitivamente nella torre principale era quasi inutile. 
I bergfried dei castelli del XII e XIII secolo erano originariamente circondati solo da semplici mura difensive. Nelle fasi successive furono aggiunte torri laterali. Molti edifici annessi erano allora fatti di legno o erano costruzioni a graticcio, e le abitazioni in pietra di solito non erano fortificate. Nel Medioevo, in caso di assedio, un massiccio bergfried era senza dubbio l'edificio più sicuro in cui donne, anziani e bambini potevano rifugiarsi durante i combattimenti. 
Una simile torre era certamente una protezione efficace contro gli attacchi a sorpresa di bande di predoni minori e della popolazione locale. Spesso un castello era vulnerabile solo per l'assenza di pochi uomini robusti mentre erano a caccia o lavoravano nei campi. Anche senza rifornimenti, i restanti residenti del castello potevano resistere nel bergfried fino al ritorno dei loro uomini e venivano protetti da abusi e stupri. Il rifugio sicuro dei bergfried era certamente molto gradito in un momento in cui le strutture statali e sociali stavano appena iniziando a prendere forma. 
Durante espansioni successive torri aggiuntive furono spesso progettate come torri conchiglia. I loro lati posteriori erano aperti in modo da non offrire copertura al nemico invasore. Tali torri semicircolari o rettangolari sono sopravvissute a innumerevoli castelli e fortificazioni. Sono un'ulteriore indicazione che un castello non sarebbe stato abbandonato anche dopo che la cinta muraria fosse stata violata. 
La più grande torre principale di un castello medievale europeo, il possente mastio del castello francese di Coucy, era ancora vista come una minaccia durante la prima guerra mondiale. L'Alto comando tedesco fece saltare in aria la torre alta circa 50 metri il 27 marzo 1917 per tagliare la linea di ritirata alle truppe francesi, nonostante le diffuse proteste internazionali. 
Nel tardo e post medioevo sorsero nuovi castelli le cui torri principali non furono certo mai intese come rifugi. Ad esempio, nel 1418 Federico da Freyberg fece costruire uno degli ultimi grandi nuovi castelli del Medioevo tedesco accanto al suo castello ancestrale di Eisenberg in Allgäu. Hohenfreyberg è stato creato nello stile di un castello sulla collina di Hohenstaufen, quindi non poteva essere senza un bergfried. Oggi, le due rovine del castello sono uno dei più importanti gruppi di castelli dell'Europa centrale. I Freyberger probabilmente volevano creare di nuovo un simbolo dell'autocoscienza cavalleresca alla fine del Medioevo. 
Nel XVI secolo la famiglia di Augusta dei Fugger acquistò il Marienburg a Niederalfingen nell'attuale contea di Ostalb, nello stato tedesco del Baden-Württemberg. Nel periodo dell'alto Rinascimento un castello di collina "alto medievale" con una possente torre principale venne costruito in bugnato. La famiglia Fugger, di origini umili, sembra volesse legittimare la sua nobiltà appena acquisita con un "antico" castello di famiglia. 

#### In tempo di assedio
Gli attacchi ai castelli medievali nell'Europa centrale non venivano solitamente effettuati da grandi eserciti d'assedio. Spesso solo venti o cento uomini bloccavano gli ingressi al castello e demoralizzavano i suoi occupanti con attacchi occasionali. Carcasse o detriti di animali potevano essere gettate nel cortile a scopo di molestia. Un castello bloccato in realtà doveva solo essere fatto morire di fame, tuttavia anche i rifornimenti erano un problema per le forze assedianti. Gli agricoltori della zona nascondevano il grano e guidavano il bestiame nella foresta. 
La difesa di un castello assediato di solito consisteva solo in pochi uomini robusti. Se l'assedio era previsto, la guarnigione, in tempo di pace fra tre e venti uomini, poteva essere raddoppiata o triplicata. In caso di emergenza, almeno i ranghi più alti potevano rifugiarsi nella torre principale. Un castello era considerato conquistato solo quando il bergfried era caduto. Questo poteva richiedere alcune settimane. Durante questo periodo l'attaccante doveva continuare a nutrire e pagare i suoi uomini. A volte, quindi, i mercenari dell'assediante scappavano o addirittura si rivoltavano contro il loro comandante, se dovevano aspettare troppo a lungo per il successo. 
Si registravano anche accordi legali tra i due signori avversari; spesso si conoscevano personalmente e occupavano la stessa posizione sociale. Potevano negoziare una scadenza, che apparentemente era di solito intorno ai 30 giorni. Se il signore o gli alleati degli assediati non si presentavano entro questo periodo al castello, i difensori si arrendevano senza combattere. In cambio ricevevano un salvacondotto e talvolta potevano portare con sé anche il loro nucleo familiare. Un simile trattato poteva salvare vite umane ed evitare costi inutili da entrambe le parti. Tuttavia sarebbe stata necessaria una certa abilità per difendere il castello e la torre principale. "Lottare fino alla fine" poteva essere molto rischioso. Ad esempio, nel 1224, i ranghi più alti dei difensori del castello di Bedford in Inghilterra furono impiccati di fronte al castello dopo che la torre principale era stata demolita dalle truppe del re Enrico   III. In Europa centrale durante la guerra dei contadini tedeschi i castelli furono presi dopo che era stata data una garanzia di passaggio sicuro.

### Fienili fortificati e chiese fortezza

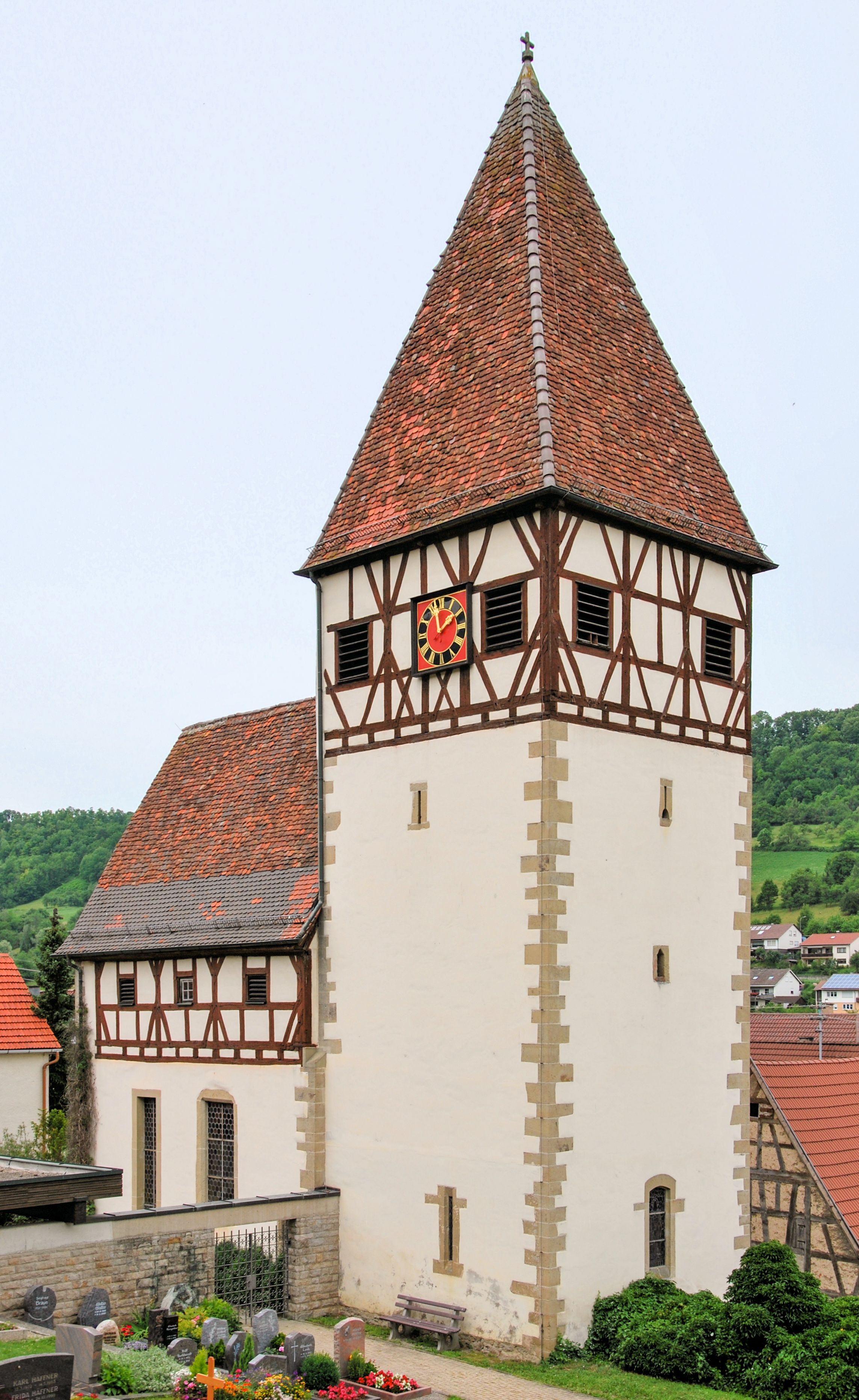
Chiesa fortificata di St. Alban e St. Wendelin a Morsbach, Germania

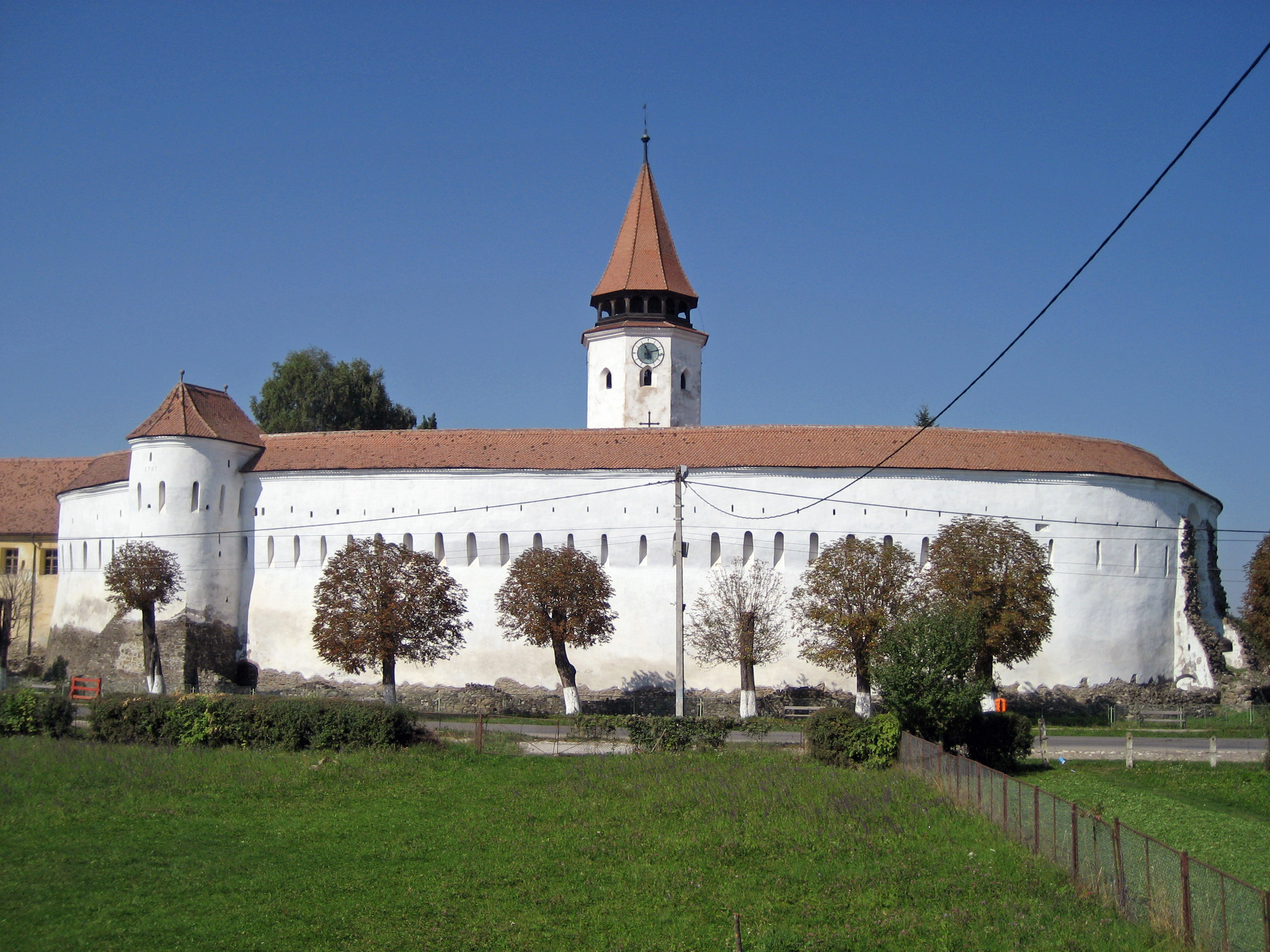
Chiesa fortezza a Prejmer, Transilvania

Chiari paralleli con la funzione di rifugio del bergfried erano i granai fortificati nelle fattorie leggermente fortificate della nobiltà minore, nonché le guglie delle chiese in pietra dei villaggi e delle chiese fortificate. 
La popolazione normale soffriva maggiormente in caso di guerra, quindi quasi tutti i grandi villaggi erano leggermente fortificati. Non di rado, la chiesa del villaggio era trasformata in una chiesa fortificata o addirittura in una chiesa fortezza. Il massiccio campanile - o nel caso particolare della chiesa circolare l'intero edificio - assumeva la funzione di bergfried in cui la popolazione poteva rifugiarsi se necessario per un breve periodo. Spesso l'attaccante si ritirava di nuovo dopo poco tempo, quindi la difesa attiva era secondaria. 
Il fatto che il fattore "risparmio di tempo" fosse stato ignorato nell'argomentazione di Joachim Zeune è stato colto dal ricercatore Hans Jürgen Hessel, in un saggio sulle chiese fortificate in Festungsjournal 32 della Società tedesca per la ricerca sulla fortezza (2008).
Le proprietà della piccola nobiltà e dei grandi agricoltori avevano spesso piccoli fienili fortificati che si trovavano per lo più sulle isole nei laghi. Un piano superiore sporgente, in grado di fornire un rifugio, era sostenuto da un solido piano inferiore. La maggior parte degli esempi di tali torri di stoccaggio fortificate sono stati conservati in Westfalia in Germania. Joachim Zeune ha fornito una delle poche prove certe di un simile "bergfried in miniatura" in Franconia a Dürrnhof.